# Kvinnan med handväskan
Kvinnan med väskan, även Tanten med väskan, är benämningar av ett pressfotografi som togs av Hans Runesson i samband med demonstrationer den 13 april 1985 i Växjö. Bilden visar hur en fanbärande demonstrant för Nordiska rikspartiet (NRP) angrips bakifrån av en 38-årig kvinna som slår med sin väska mot hans huvud.
Bilden fick stor spridning och valdes till Årets bild 1985. Den röstades också fram i slutet av 1990-talet av tidskriften Vi och Svensk fotohistorisk förening till "Århundradets bästa bild".

## Om demonstrationerna
Nordiska rikspartiet hade tillstånd för demonstration på Stortorget i Växjö klockan 12:00. Vänsterpartiet kommunisterna sökte, och beviljades, tillstånd samma dag och plats klockan 11:00. Partiledaren Lars Werner höll då ett anförande inför de omkring tvåtusen personer, som hade samlats på Stortorget, och avslutade med att uppmana åhörarna att lämna torget för att på det viset visa nazisterna sitt förakt, en uppmaning som inte alla följde.
På fem minuter fylldes torget med tusen personer. Jag stod längst fram – därför blev bilden

så bra. Kvinnan laddade allt vad hon kunde och drämde till. Till höger i bilden ser man den

lokala nynazistledaren skrika en varning. Jag nyper mig fortfarande i armen när jag tänker

på bilden. Jag får rysningar i hela kroppen av att det var jag som tog den.

— Hans Runesson
Bilden med kvinnan togs när Nordiska rikspartiets demonstranter var på väg mot Stortorget.
Deltagare i vänsterns tidigare möte kastade ägg och tomater. En av Nordiska rikspartiets demonstranter blev sparkad medvetslös och blodig, men misshandeln stoppades av en vänsterdemonstrant. Efter att ett slagsmål brutit ut mellan två personer, jagades gruppen från Nordiska rikspartiet av en människomassa till järnvägsstationen, där de tvingades söka skydd på toaletterna.

## Bildens tillkomst
Bilderna telefotades litet suddiga till centralredaktionen där de ansvariga först reagerade

med tveksamhet – var bilden inte för bra för att vara sann? Som förstasidesredaktör

minns jag hur vi funderade på om vi genom att publicera bilden riskerade att kvinnan

skulle komma att åtalas för misshandel, hon var ju lätt att identifiera.

— Anita Bengtsson
Pressfotografen Hans Runesson hade denna dag uppdrag för Dagens Nyheter att tillsammans med tidningens lokalredaktör Rune B. Axelsson bevaka demonstrationen.
Bilden är tagen ett kvarter från torget vid länsresidenset i hörnet Kronobergsgatan–Norrgatan i Växjö, då de tiotal personerna från Nordiska rikspartiet var på väg mot Stortorget. Den telefotades till Stockholm och publicerades i Dagens Nyheter dagen därpå, och en dag senare i brittiska tidningar. Den blev snabbt känd över världen.

## Om kvinnan på bilden
Den avbildade kvinnan var den polskfödda Danuta Danielsson (1947–1988, född Seń), som inte önskade träda fram. Dagens Nyheter kunde dock berätta att kvinnans mor suttit i Nazitysklands förintelseläger Majdanek. Danuta Danielsson själv föddes i Gorzów Wielkopolski 1947. Hon flyttade till Sverige 1981, och gifte sig samma år med sportjournalisten Björn Danielsson (1925–1993).
I en dokumentär av Sveriges Radio 2015 berättades att hon träffade sin blivande make på en jazztillställning utomlands och att hon var angelägen om att få bli en vanlig svensk, vilket bland annat yttrade sig i att hon snabbt tog arbete i Sverige som lokalvårdare och tidningsbud. I dokumentären beskrevs också att Danielsson var ångerfull över händelsen, inte tyckte om bilden och helst ville glömma den. Hon polisanmäldes och makarna hade en tid polisskydd. Hon tog sitt liv år 1988, 41 år gammal.
Sonen har uttryckt sitt missnöje över det han uppfattar som att hans mor används som propaganda av två olika grupper.

## Om mannen på bilden
Den avbildade mannen var vid tillfället fanbärare för NRP och beskrevs som "en farlig ledarfigur man inte skulle utmana". Under hösten samma år mördade han en 62-årig homosexuell judisk man i Göteborg, vilket han dömdes till sluten psykiatrisk vård för. Under 1990-talet dömdes han för en misshandel och senare för misshandel och mordförsök på en invandrad man i Växjö. 2004 dömdes han för ännu ett mord.

## Paralleller till berättelser
Like the photo of Danielsson, it sticks in the mind as an illustration of the difference

between behaviour we might understand and behaviour we can applaud.

— Kelly Grovier, BBC, jämför fotot med en marginalteckning i Luttrellpsaltaren, 2016
Paralleller har dragits till Davids kamp mot Goliat, Judits halshuggning av Holofernes, Timoclea (som i Plutarchos berättelse knuffar sin våldtäktsman ner i en brunn) samt en teckning i marginalen av Luttrellpsaltaren.

## Avbildningar
Vi tycker olika, alla människor, och för det ska man ju inte behöva slå någon i huvudet.

Man kan möta varandra med ord och tala om vad man tycker, vad som är rätt och fel

istället. Det tycker jag är betydligt bättre än att använda våld.

— Eva Johansson (C), ordförande i Växjö kommuns kultur- och fritidsnämnd, 2015
Susanna Arwin gjorde 2013–14 en skulptur i litet format, Med handväskan som vapen, med motivet taget från Hans Runessons fotografi, vilken visades på utställningen Tantfullness på Edsviks konsthall våren 2014. Växjö kommun diskuterade en skulptur med detta motiv i staden och en landsomfattande debatt bröt ut som bland annat ifrågasatte om kvinnan på bilden var en hjälte eller en förövare.
Kommunens kultur- och fritidsnämnd beslöt i februari 2015 att inte genomföra projektet. Lokala Centerpartister menade att konstverket kunde uppfattas som våldsbejakande, tagen ur sitt sammanhang. Den förslagsställande konstnären Susanna Arwin sade sig för sin del mena att handväskan var en symbol för anti-våld.

### Staty i Varberg
Utseendet på statyn ändrades för att mindre likna förlagan och skulpturen sattes upp i november 2015 vid Varbergs fästning i Varberg. Lasse Diding erbjöd statyn till Varbergs kommun som tackade nej att sätta upp den i Brunnsparken efter diskussion i kultur- och fritidsnämnden. Diding avsåg att i stället placera statyn i sin trädgård som del i ett Lenin-land.

### Framträdande i Melodifestivalen
Vid Loreens framförande av låten "Statements" under Melodifestivalen 2017 ingick händelsen i numrets koreografi. Danuta Danielssons son uttryckte sitt ogillande för symboliken i framträdandet.

### Staty i Alingsås

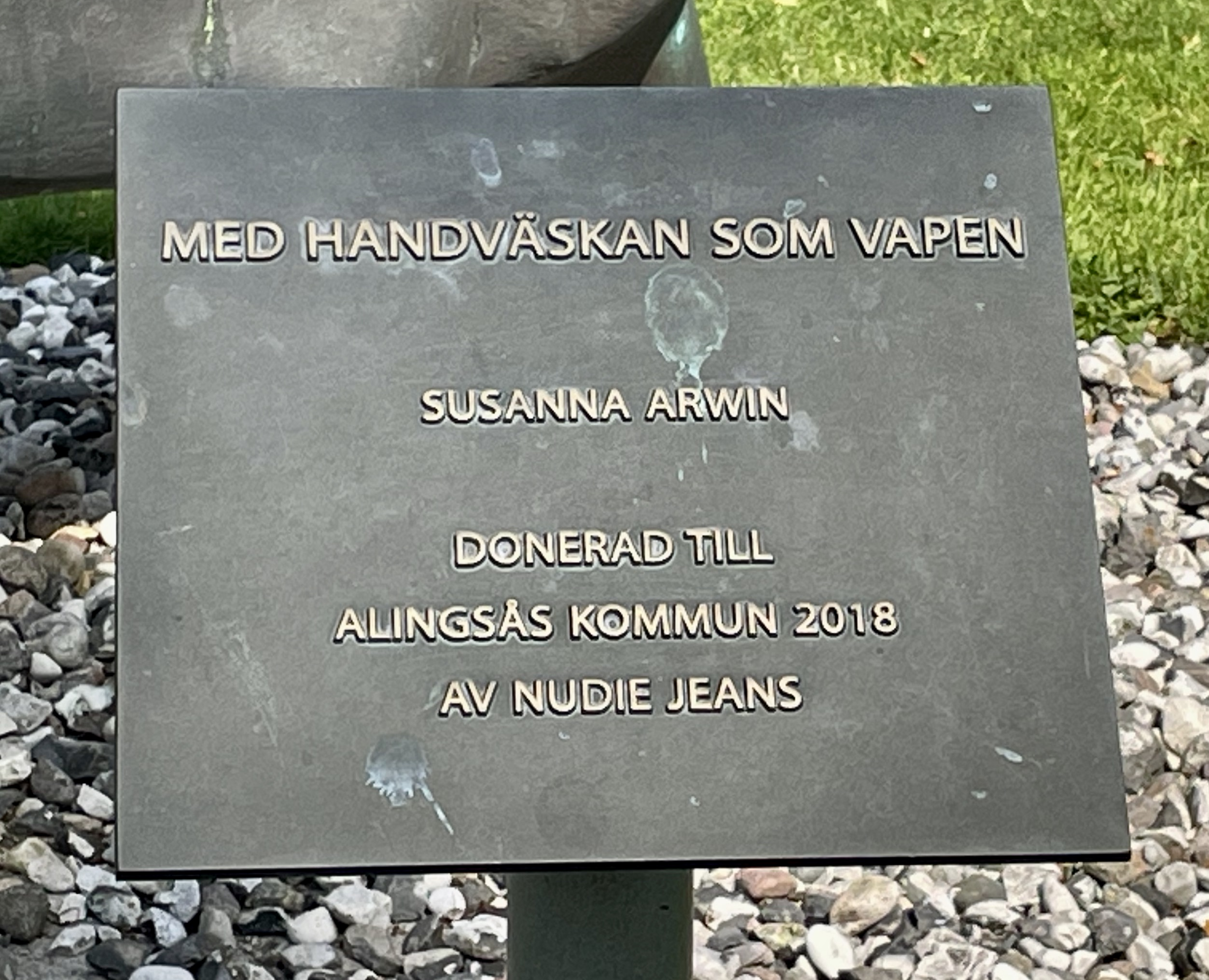
Med handväskan som vapen, skylt med information om statyn i centrala Alingsås utförd av Susanna Arwin.

Lördagen den 16 juni 2018 avtäcktes en andra kopia av statyn i Alingsås. Den skänktes till kommunen av grundarna till klädmärket "Nudie jeans" med rötter i staden.

## Utmärkelser
Bilden valdes till Årets bild 1985 och röstades fram i slutet av 1990-talet av tidskriften Vi och Svensk fotohistorisk förening till "Århundradets bästa bild".